# Forte do Rio da Cruz
O Forte do Rio da Cruz localizava-se provavelmente junto à foz do rio da Cruz, no litoral do estado brasileiro do Ceará.

## História
Fortificação relacionada por GARRIDO (1940), que a atribui a André Vidal de Negreiros, periodizando-a em 1659, sem maiores detalhes (op. cit., p. 40). BARRETTO (1958) considera o rio da Cruz como o rio Coreaú, ali referindo apenas o Fortim do Camocim (op. cit., p. 92-93).
Encerrada a segunda das Invasões holandesas do Brasil (1630-1654), o Mestre-de-Campo André Vidal de Negreiros (1606-1680) determinou a construção de algumas fortificações permanentes na costa do Ceará, a fim de estabelecer e apoiar as comunicações (terrestres e marítimas) entre o Ceará e o Maranhão. Algumas nunca foram concluídas, como por exemplo, em Jericoacoara (ver Fortificações na ponta de Jericoacoara).
É lícito presumir que esta fortificação, no rio da Cruz, esteja inscrita nesse contexto.